# Krupp-Germaniawerft F46
Krupp-Germaniawerft F46 – 6-cylindrowy czterosuwowy silnik wysokoprężny o mocy 1600 koni mechanicznych i maksymalnej prędkości obrotowej 500 rpm. 
Silnik spalinowy F96 został zastosowany na niemal wszystkich niemieckich okrętach podwodnych typu VII, zaś jego wersją rozwojową był model F46a9pu zastosowany na okrętach typu X.